# Jorge Gomes (político)
Jorge José Gomes (Limoeiro, 3 de março de 1946) é um médico e político brasileiro filiado ao Partido Socialista Brasileiro. Foi vice-governador de Pernambuco na última gestão de Miguel Arraes e vice-prefeito de Caruaru duas vezes.

## Biografia
Formado em Medicina pela Universidade Federal de Pernambuco em 1970, tornando-se membro do Conselho Regional de Medicina de Pernambuco em 1978.
Iniciou sua vida pública com a redemocratização do Brasil em 1985, filiando-se ao Partido do Movimento Democrático Brasileiro. Em 1992 filiou-se ao Partido Socialista Brasileiro, onde permanece.
Foi suplente do mandato de deputado federal na legislatura 2003-2007, sendo efetivado em 18 de agosto de 2005.
Em 2006 foi candidato ao cargo de Senador por Pernambuco pelo PSB, na chapa do governador Eduardo Campos, ficando em terceiro lugar, perdendo para Jarbas Vasconcelos (PMDB) e Luciano Siqueira (PC do B) e teve ainda 723.722 votos.
Em 2008 foi eleito vice-prefeito de Caruaru pelo PSB.

## Cargos eletivos
- Vice-governador, 1995-1998, PSB

- Deputado estadual, 1999-2002, PSB
- Deputado federal, 2004-2008, PSB
- Vice-Prefeito, 2009-2016, PSB